# Телеграма
Телеграма (на гръцки: τηλέ – далече, и на гръцки: γραμμα – писмо) е съобщение, изпратено чрез електрически телеграф.

## История
Първите електрически телеграфи се появяват в Европа в края на 18 век. Руският учен Павел Шилинг през 1832 г. създава първия електрически телеграф с оригинален код, чиято публична демонстрация се състои на 21 октомври 1832 г.
Първата телеграма в САЩ е изпратена от Балтимор до Вашингтон на 24 май 1844 г. от американския изобретател Самюел Морз, който създава така наречената Морзова азбука, широко използвана по-късно в телеграфните и други далекосъобщения.
- Телеграми, свързани с исторически събития
- Германия: телеграма на Цимерман в Мексико (1917)
- Италия: телеграма на Мусолини (1928)
- Италия: телеграма на Мусолини (1933)
- Виетнам: телеграма от Хо Ши Мин до Труман (1946)

## Употреба
Използването на телеграми за телекомуникация бележи своя връх в средата на 20 век, след което постепенно затихва. Така например компанията Western Union, която предава текстови съобщения по телеграф в продължение на 50 години, прекратява тази своя услуга на 27 януари 2006 г.
БТК прекратява услугата в началото на 2005 г. В замяна, Български пощи започва да предлага факс-услугата „Телепоща“.
В наши дни телеграмата е загубила своята актуалност и е заменена от нови по-модерни средства за връзка като телекс, факс, електронна поща и др.

## Интересни факти
- През 1930 г. агенция Associated Press провежда интересен опит, свързан с телеграмите. Изпратена от Ню Йорк телеграма обикаля 2 пъти света за 2 часа и 5 минути. При това скоростта на предаване значително се различава в различните краища на света. От Москва до Пекин преминава за 4 минути, а от Париж до Женева – 13 минути.[2]